# Aixura
|  | Per a altres significats, vegeu «Asura (mitologia)». |

L'Aixura o Aixurà (àrab: عاشوراء, ʿĀxūrāʾ) és una festivitat musulmana que se celebra el dia 10 del mes de muhàrram.

## Etimologia
L'arrel de la paraula Aixura té el significat de desè en llengües semítiques, per això el nom que traduït literalment significa «el desè dia».

## Xiïtes
Els musulmans xiïtes commemoren el martiri d'al-Hussayn ibn Alí ibn Abi-Tàlib, net del profeta Muhàmmad, mort a la batalla de Karbala, l'Iraq, l'any 680. Alí ibn Abi-Tàlib va ser assassinat per les lluites de poder i els seus seguidors havien posat tota esperança en el seu fill al-Hussayn. La mort d'aquest darrer es recorda amb processons de dol, commemoracions i pregàries. En algunes comunitats, aquells qui participen en la processó es flagel·len el cos; a d'altres, però, simplement es donen cops al pit mentre repeteixen frases a l'uníson.

## Sunnites
Per als musulmans sunnites el dia de l'Aixura és un dia de dejuni. Recorden el moment en què el poble d'Israel va ser salvat de l'opressió egípcia, quan Moisès va obrir les aigües del mar Roig. El Profeta solia dejunar i és per això que els sunnites, seguidors de la tradició, compleixen amb aquest precepte.

## Altres religions
En alguns països, les comunitats d'altres religions commemoren també el martiri de l'Iman Hussein. A l'Iran, per exemple, alguns armenis i zoroastrians participen en els actes de dol. A l'Iraq els cristians participen en els actes de dol. A Trinidad i Tobago i a Jamaica tots els grups ètnics i religiosos participen d'aquest esdeveniment, conegut localment com a «Hosay» o «Hussay», derivats de «Husein».